# JLime
Jornada Linux Mobility Edition (Jlime para abreviar) es una Distribución Linux principalmente enfocada a la plataforma HP Jornada. Fue creada a finales de 2003 por Kristoffer Ericson y Henk Brunstin. Ha sido desarrollada utilizando el sistema de construcción OpenEmbedded.

## Historia y nombre
El trabajo en JLime empezó a finales de 2003 debido a la necesidad de una distribución Linux funcional para la plataforma HP 6xx Jornada. El objetivo de JLime es una distribución que lleve la velocidad y la portabilidad al Jornada.
El Jornada estaba sin soporte en el kernel 2.6 (debido a una falta de desarrolladores/máquinas para testear) y el primer año se centró en darle soporte. El 2.6.9 fue el primer kernel capaz de arrancar.
(Source https://web.archive.org/web/20060529082154/http://jlime.com/phpBB2/viewtopic.php?t=117)
A principios de febrero de 2006 el website de JLime fue renovado por el usuario del foro "chazco".

## El instalador de JLime
Los desarrolladores de JLime "Chazco" y "B_Lizzard" crearon una herramienta de instalación basada en initrd capaz de instalar JLime en el Jornada sin ser necesario ordenador con Linux. La mayoría de los PDA disponen de una memoria flash, pero el handheld Jornada no dispone de esta característica. Por ello, JLime se instala en una tarjeta compact flash (particionada). El instalador usa un cuadro de diálogo basado en texto que te guía en el proceso de instalación.

## Control de paquetes
JLime usa una herramienta minimalista de APT llamada ipkg para el manejo de los paquetes (ver sistemas de control de paquetes ), puede instalar/desinstalar/actualizar a través de la conexión internet existente o locamente. Los paquetes son descargados desde el llamado feed repositories y las dependencias entre los paquetes son gestionadas automáticamente.

## Opie
Jlime es una distribución Linux totalmente funcional y actualmente usa OPIE como "entorno" GUI.

### Aplicaciones incluidas en OPIE
- Checkbook
- Datebook
- Opie Checkbook
- Opie-Eye
- OpieWrite
- XPDF
- Text Editor
- Media Player 2
- Bluetooth
- Wellenreiter
- FTP
- IRC
- Opie Mail
- VNC Viewer
- City Time Configuration Editor
- Opie Time-zone / world clock settings
- Document Tab Launcher
- Calculator
- Clock
- Console
- File Manager
- advanced file manager
- SSH
- System Info
- Fifteen
- Mind Breaker
- Tetrix
- Tic Tac Toe
- KonquerorEmbedded

## Desarrolladores
Lista de los actuales desarrolladores del proyecto JLime .

### Programadores del Kernel
Kristoffer Ericson (kristoffer) - kernel hp6xx/hp7xx
Rafael Ignacio Zurita (rafa) - kernel hp6xx
Michael Petchkovsky (cosmo0) - kernel mp900

### Creadores de las diferentes distribuciones (y de los repositorios de paquetes)
Alex Palestras (B_lizzard) - paquetes hp6xx (OE) (2006 - ......)
Matt Oudenhoven (wicked) - paquetes hp7xx/mp900 (OE)

### Webmaster
chazco - (2006 - ........)

### Desarrolladores pasados
Jan Misiak (fijam) - Documentación y tester (2006 - Oct 2007)

## Releases

### Shrek
Plataformas soportadas HP Jornada 620/660/680/690
- Verano 2004 - Obsoleto

### Donkey
Plataformas soportadas HP Jornada 620/660/680/690
- 0.5.0, 6 de agosto de 2006
- 1.0.0, 31 de octubre de 2006 - release Oficial
- 1.0.1, 6 de noviembre de 2006 - release de reparación de bugs

### Mongo
Plataformas soportadas HP Jornada 720/728
Todavía no ha sido lanzado oficialmente.
Source https://web.archive.org/web/20070116164833/https://web.archive.org/web/20070116164833/http://www.jlime.com/, (Founders info) https://web.archive.org/web/20060529082154/http://jlime.com/phpBB2/viewtopic.php?t=117

## Reviews
- http://www.hpcfactor.com/reviews/software/jlime/donkey-1-0-2/ (22th January 2007)

- Datos: Q2170170
- Multimedia: JLime / Q2170170